# ―純情―
《―純情―》是1998年4月22日推出的夏之管(TUBE)的第26張單曲。

## 收錄曲目
1. ―純情―(―花火―)（3:55）

作詞  前田亘輝  : 作曲  春畑道哉
1. 罠（Wanna）（4:41）
2. ―純情―(Original Karaoke)（3:55）
3. 罠（Wanna）(Original Karaoke)（4:41）